# Hallingskarvet nationalpark
Hallingskarvet nationalpark är en nationalpark i det sydnorska högfjällsområdet Hallingskarvet som inrättades 2006 och täcker ett 450 km² stort område i Hols kommun i Buskerud fylke samt Aurlands och Ulviks kommuner i Vestland fylke i västra Norge.

## Geografi, landskap och geologi

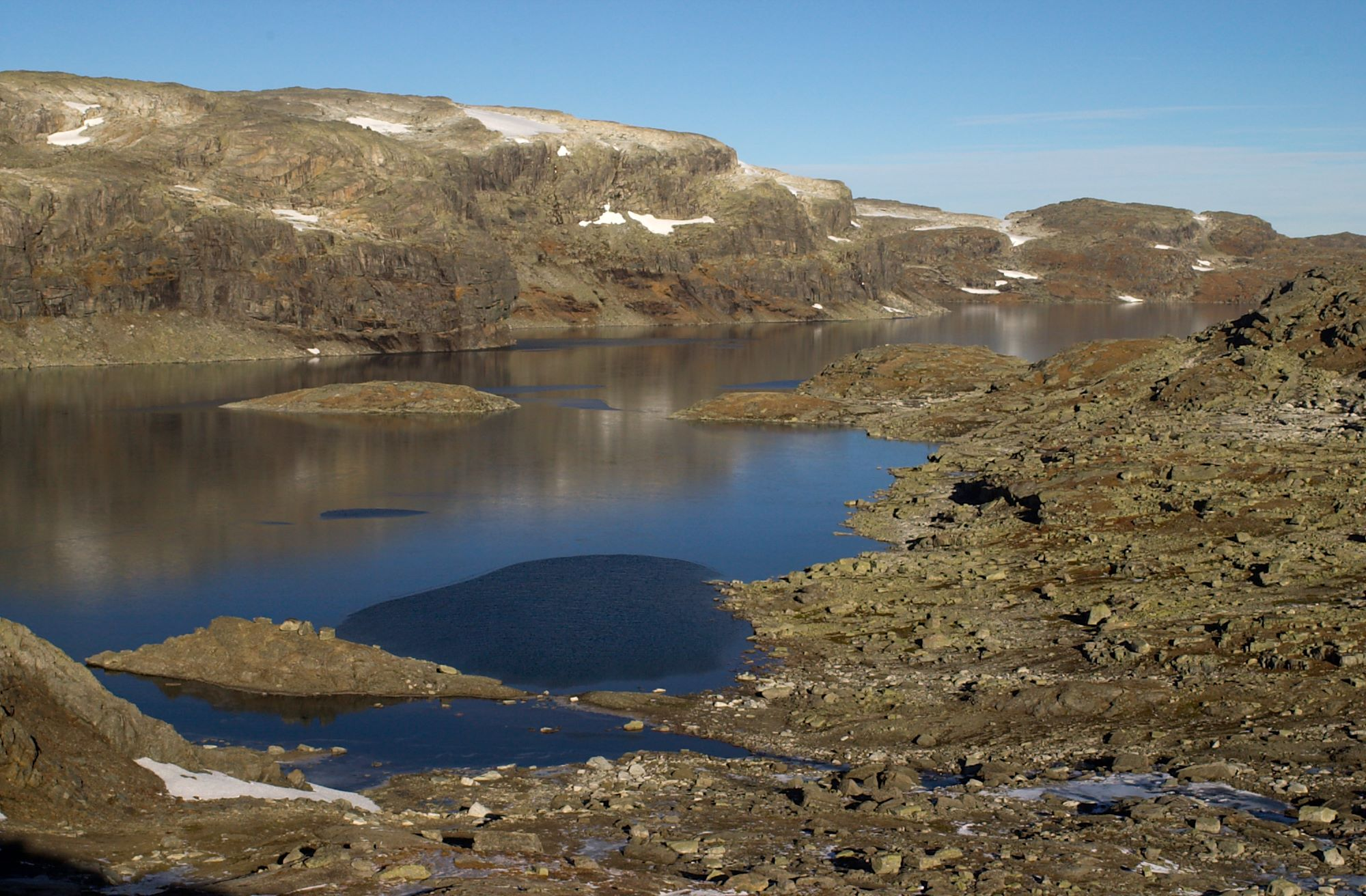
Flakavatnet

Nationalparken omfattar själva högfjällsplatån Hallingskarvet och landskapet däromkring med flera värdefulla vattendrag. Namndelen skarv betyder naket berg och platån består av prekambiska djupbergarter och skjuvits upp och ligger ovan ett lager sedimentär bergarter. 
Den högsta toppen är Folarskardnuten (1 933 m ö.h.), Flakavatnet är Norges högst belägna insjö.

## Flora och fauna
Området runt Finse är botaniskt rikt och väl kartlagt med över 300 arter, bland annat fjällsippa, ormrot och höstfibbla. Uppe på toppet är klimatet hårdare och jordmånen sämre, bland de få växterna finns tåliga arter som klynnetåg, polarfryle, mossljung och isranunkel.
Hallingskarvet hade ursprungligen gemensam vildrenstam med Hardangervidda, men Bergensbanen gör att flockarna i högre grad separeras. Järv finns norr om nationalparken och fjällräv inne i nationalparksområdet. I övrigt finns älg, hjort, räv och hare.
Flera stora rovfågelsarter trivs i området, kungsörn, tornfalk och fjällvråk. Korp är också vanlig.

## Kulturminnen
Det finns flera spår av fångstanläggningar samt förhistorisk och medeltida bruk av fjället. Från 1600- till 1800-talet drevs hästar och nötkreatur för handel över fjället sommartid, enstaka övernattningsplaster från denna verksamhet kan fortfarande observeras.